# Hôtel de ville de La Orotava

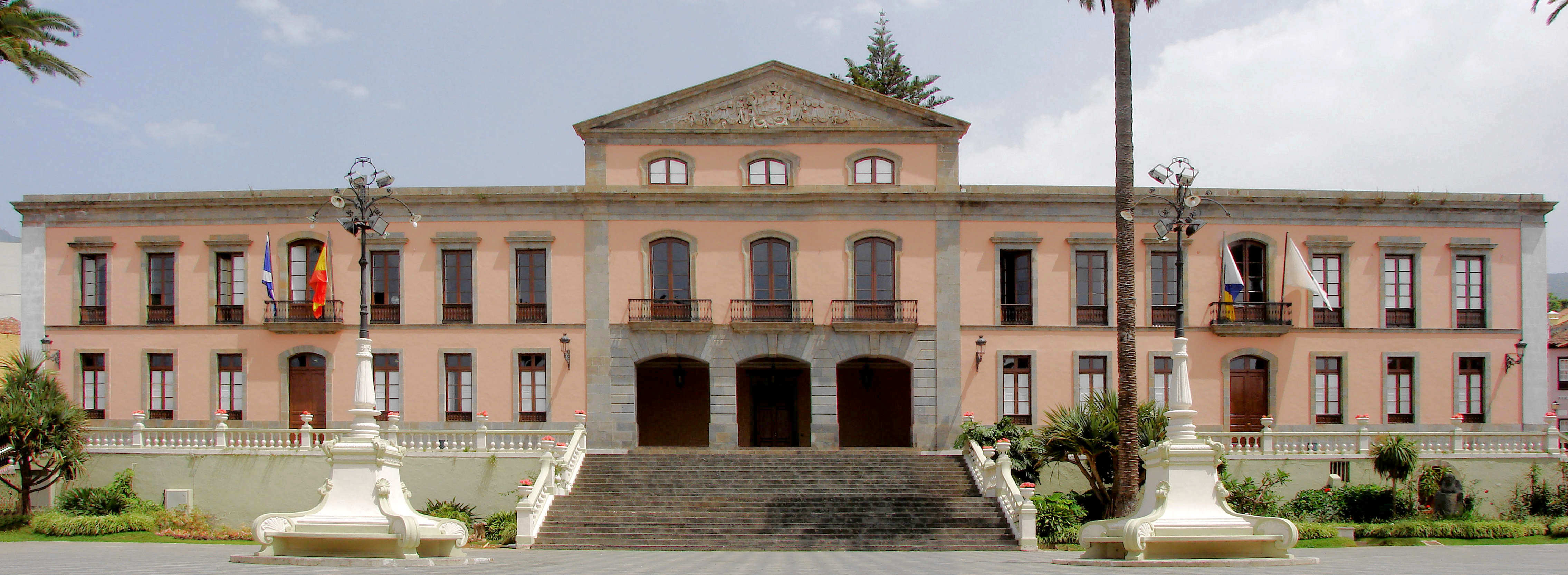
Maison consistoriale de la Orotava

L'Ayuntamiento de la Orotava est l'institution chargée de gouverner la commune de La Orotava sur l'île de Tenerife (Canaries, Espagne). Il est présidé par le Maire de la Orotava, qui depuis 1979 est choisi démocratiquement par suffrage universel. 

## Maison consistoriale
La Mairie a son siège dans le Palais Municipal, de style néo-classique et dont la construction s'est achevée en 1895. Il domine la Plaza del Ayuntamiento, anciennement appelée Place Alfonso XIII.

## Galerie

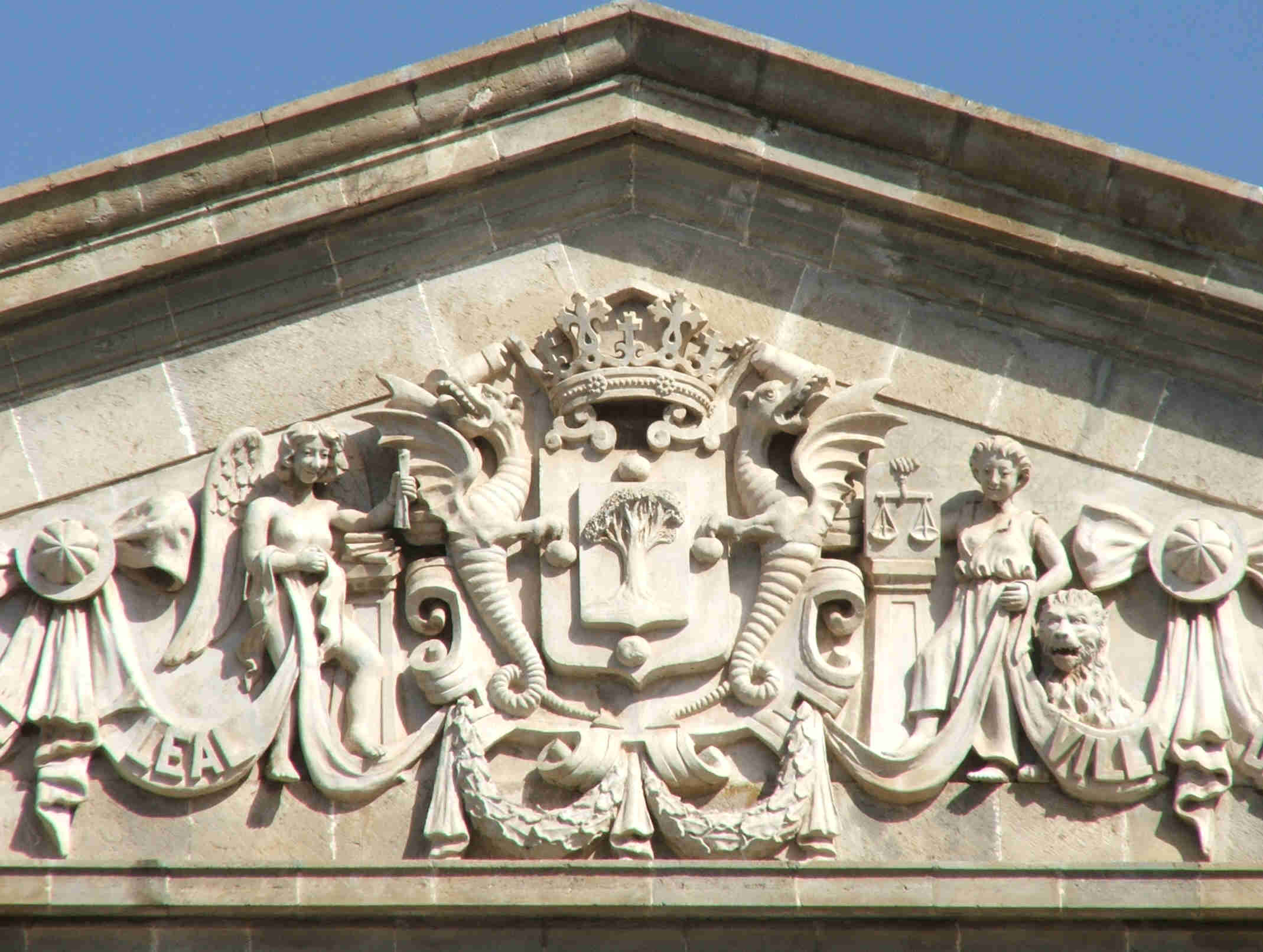
Tympan.
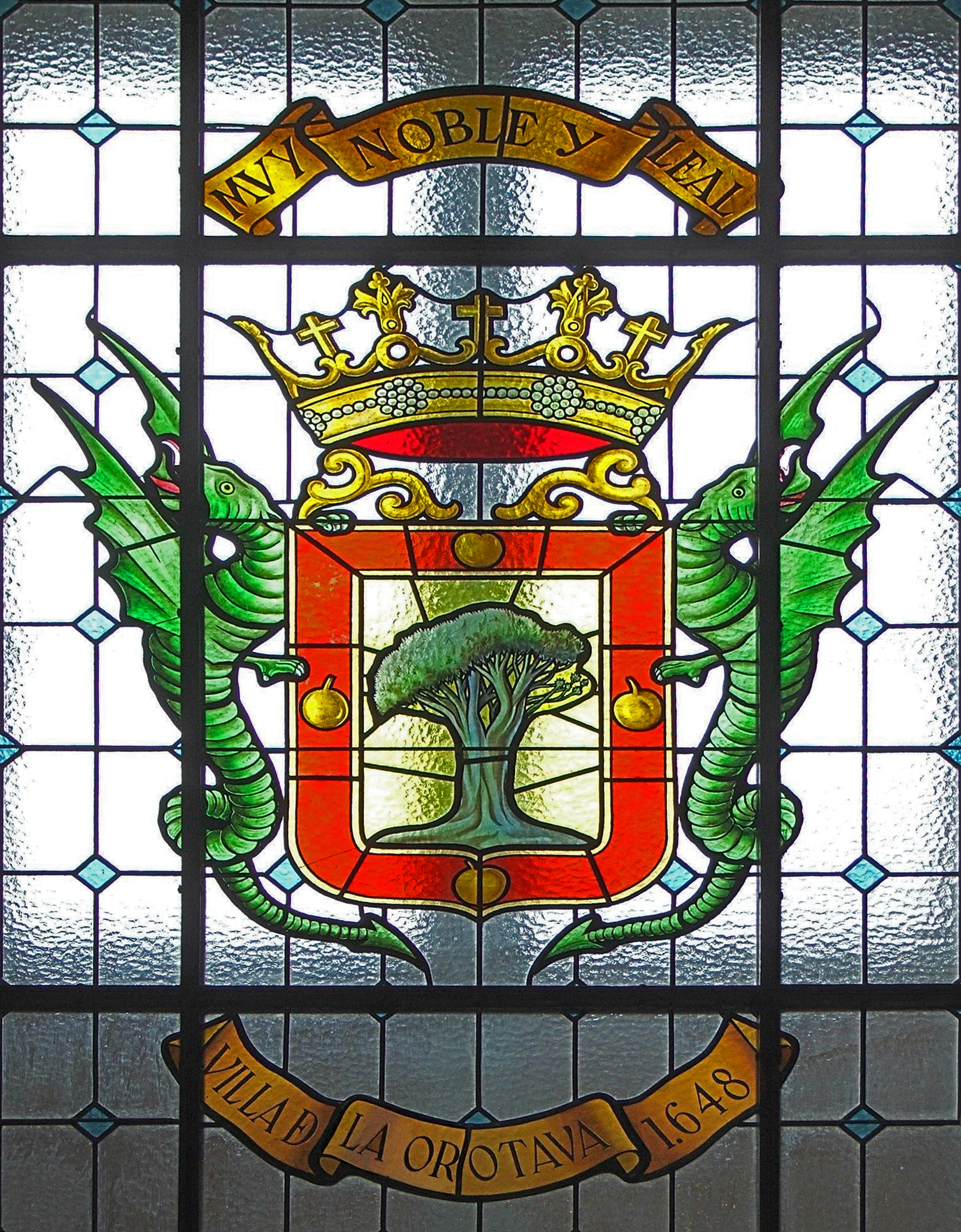
Armoiries de la Orotava dans une baie vitrée du bâtiment.